# Husockupationer i Sverige

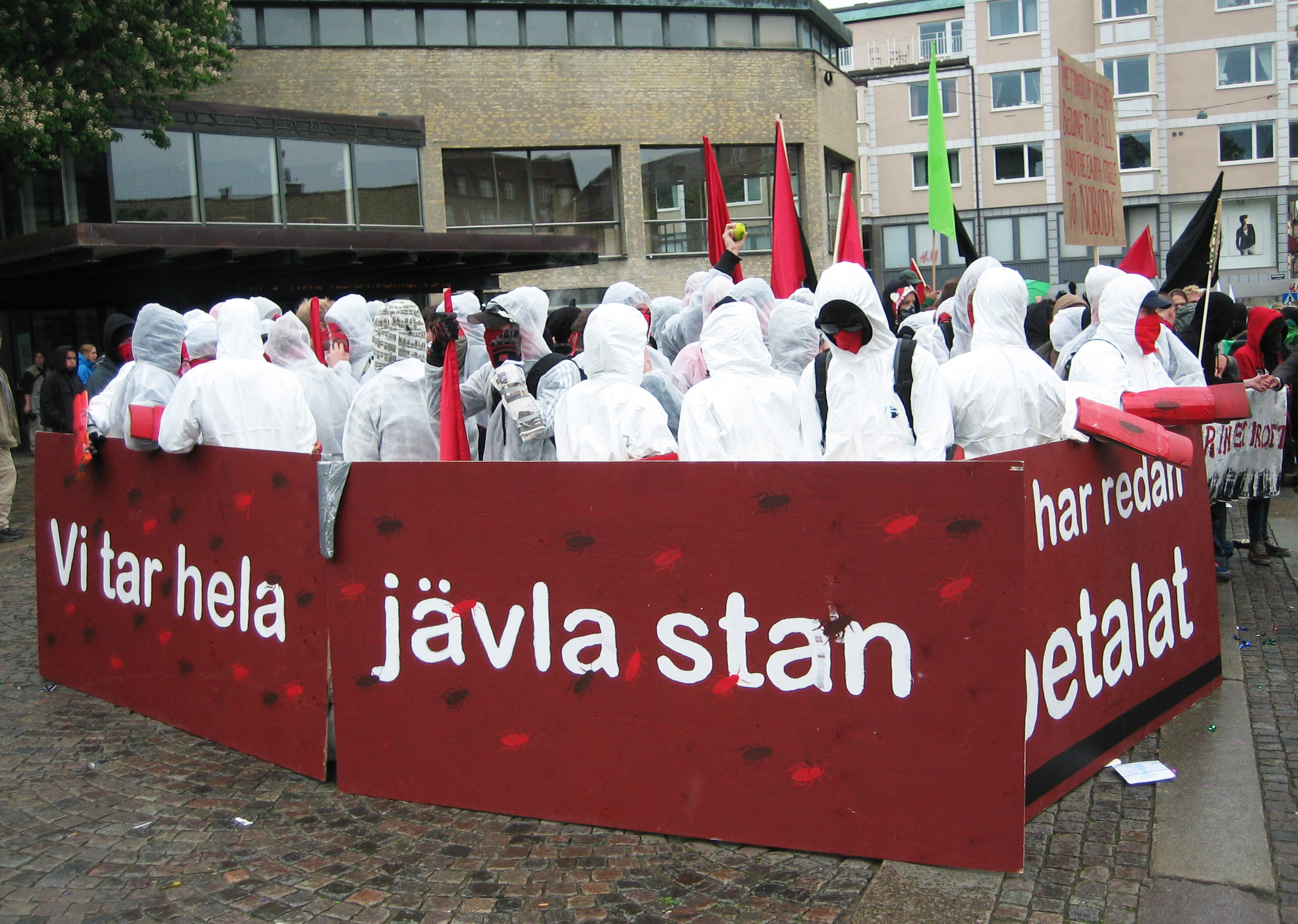
Husockupanter gör sig redo för att demonstrera och ockupera i Lund under "Ockupationsfestivalen" i maj 2009.

Husockupationer i Sverige är politiska aktioner som  har förekommit ett flertal gånger sedan 1969.
Ungdomsforskaren Jan Carle beskriver att tre huvudsyften bakom de svenska aktionerna är att bevara en stadsmiljö eller en livsmiljö, att erhålla en bostad eller särskild bostadsform, eller att erhålla ett hus eller en plats för aktivitet.
Detta rör sig om politiska aktioner som trotsar delar av svensk lagstiftning, varför polisiärt ingripande är vanligt. Vissa ockupationer beskrivs som ett uttryck för direktdemokrati, med så kallade stormöten som högsta beslutande instans. Husockupanter har uttryck att de vill motverka bostadsbrist, lokalbrist, höga hyror, alienation och kommunal byråkrati. Det har även förekommit husockupationer med andra syften. Exempelvis ockuperades hus i Lund 1991 och i Västerås 1994 som protest mot EU. 

## Historia
Den första svenska vänsterpolitiska studentaktionen som kretsade kring en specifik byggnad var Kårhusockupationen i Stockholm 1968. Syftet var inte att ta över själva lokalen eftersom den var studentkårens egen, utan främst att väcka opinion mot kapitalismen i allmänhet och UKAS-reformen i synnerhet. Aktionen hade även sin bakgrund i de pågående internationella studentupproret, som var en del av 68-rörelsen, och det refererades särskilt till majrevolten i Frankrike.
Den första regelrätta husockupationen i Sverige inträffade i Lund 17 maj–20 maj 1969 då Västra Mårtensgatan 5 ockuperades i syfte att skapa ett allaktivitetshus öppet för alla, med självstyre och icke-kommersiell gemenskap i huset. Stora byggnader i centrum stod oanvända i spekulationssyfte samtidigt med en rådande bostads- och lokalbrist. Man hade prövat den formella vägen genom byråkrati tills den möjligheten var uttömd och under slagordet ”Tomma hus är allas hus!” besattes fastigheten. Mellan 31 maj och 3 juni 1969 ockuperades fastigheten Kiliansgatan 7 i Lund i samma syfte. Under denna period besökte uppemot 3000 personer huset. Detta skeende har skildrats i dokumentärfilmen "Drömmarna på taket" från 2010. 80 procent av de tillfrågade i en enkät riktad till Lunds invånare ställde sig principiellt positiva. Efter ytterligare en ockupation samma år på Råbygatan 2 den 10 oktober och flera polisingripanden tillsattes en omfattande kommunal utredning som föreslog Lunds stad att starta en försöksverksamhet. Kommunalråden avvisade förslaget. Frågan övertogs sedan av föreningen Folk å Rock (numera flyttad till Malmö). I mitten av 1980-talet öppnades något som till viss del påminde om ett allaktivitetshus, Kulturmejeriet.
Under 2008 växte en ny husockupationsrörelse fram i flera svenska städer. I april ockuperades hus i Umeå och Göteborg vilket följdes av över tio ockupationer i flera svenska städer under året. Fokus har främst legat på kritik mot bostadspolitik och brist på aktivitetsutrymmen. Metoden har dock anammats av andra intressegrupper då en källarmoské i Rosengård i Malmö ockuperades av ungdomar och en arbetsplats ockuperades av byggarbetare på Gärdet i Stockholm i samband med en lönetvist. Den nya svenska ockupationsrörelsen har haft ett stort medialt genomslag under året och skapat ett flertal separata debatter både lokalt och i nationell media.
I Visby 12 maj 2005 ockuperades en lagerlokal i protest mot att en kongresshall skulle byggas på platsen. Ockupanterna hänvisade till en enkät där 69 procent av stadsborna sa att de inte ville ha en sådan, vilket noterades av P4. I stället vill man lyfta fram behovet av ett ungdomshus.  
I Sverige genomfördes femton husockupationer mellan april och december 2008. Sammanlagt genomfördes 22 ockupationer 2008 och 21 ockupationer 2009.

### Stockholm

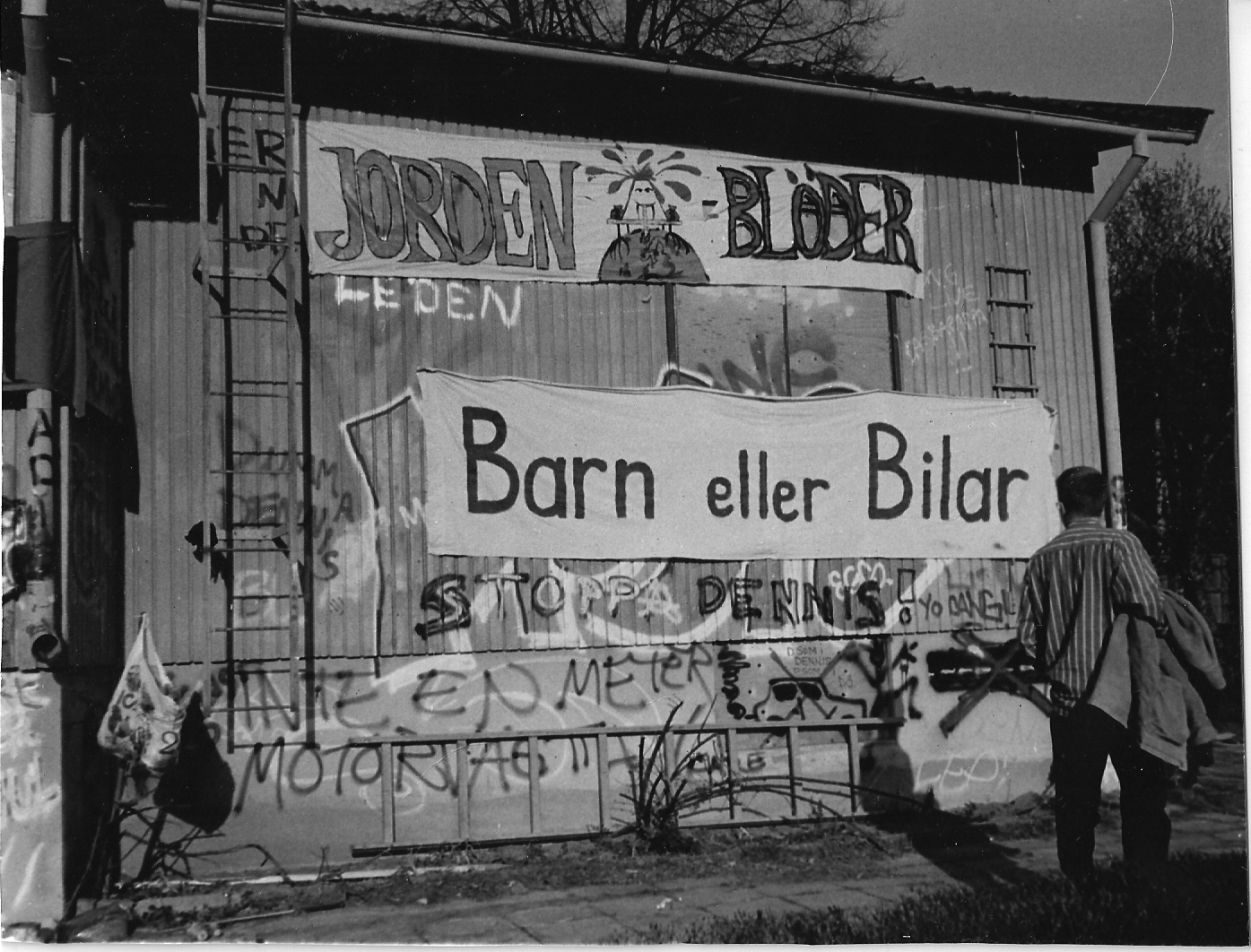
Barbahuset 1994

Den första vänsterpolitiska lokalaktionen i Stockholm var Kårhusockupationen 1968. Den första reguljära ockupationen i Stockholm skedde på Brunnsgatan 1974, där den stadsplaneringskritiska rörelsen Alternativ Stad/Arkiv Samtal var engagerad. Ockupationen av Kvarteret Mullvaden 1977–1978 var både välorganiserad, inflytelserik och långvarig. Ockupanterna kämpade för att bevara små och billiga hyreslägenheter. Bland ockupanterna fanns bland annat medlemmar från teatergruppen Jordcirkus, som skrev "Mullvadsoperan". Operan spelades på Mariatorget och avslutades med en eldfest på Krukmakargatan. Ockupanterna ordnade fackeltåg och förhandlade med Svenska Bostäder och politiker. I september 1978 stormade polisen kvarteret och husen revs. Efter stormningen ordnades demonstrationer och en rad nya ockupationer. På platsen finns nu en byggnad med bostadsrätter, föreningen heter Bfr Ockupanten med anledning av historiken. I en opinionsundersökning året efter utnämndes ockupationen till en av landets största opinionsbildare.
1979 ockuperades kvarteret Järnet, Skaraborgsgatan ockuperades 1985 och Luntmakargatan 1986. Under 1990-talet skärpte polisen insatserna, vilket blev tydligt vid stormningen av Folkungagatan 1990, då polisen stal en bulldozer från ett bygge i närheten och försökte riva husets bärande vägg samtidigt som aktivisterna satt flera våningar upp i huset . Under början av 1990-talet genomfördes en så kallad "skenockupation" på Kommendörsgatan i Stockholm, då man hade hängt ut banderoller och barrikaderat huset, men när polisen slutligen stormade huset så var det inga inne. Under tiden hade aktivister stått utanför huset och delat ut flygblad som förklarade varför huset hade tagits (franska staten ägde huset och hade låtit det stå tomt i flera år).
I april 1994 ockuperade nätverken Kokosbollarna och Ur tid är leden ett bostadshus som ockupanterna kallade Barbahuset, i Häggvik. Huset var ett av husen som köpts in av dåvarande Vägverket "för att förverkas", det vill säga rivas - för att bereda rum för en del av Dennispaketet. Efter ungefär sex veckor avbröts ockupationen av polisen och huset revs. Ett år senare ockuperades Villa Villekulla i Sollentuna kommun av samma orsaker. Idag går Norrortsleden strax söder om Häggviks station (där Barbahuset låg) som planerat (se Dennispaketet).
2003 ockuperade Ingen Bostad 03, ett samarbete med bland annat Globalisering underifrån och Föreningen Stockholms Hemlösa, en byggnad vid Telefonplan. I huset erbjöds bostad åt bostadslösa och ett tillfälligt socialt center startades. I början av maj 2007 ockuperades ett hus i Solna för att användas som aktivitetshus.
Under sommaren 2009 ockuperade en grupp vänsteraktivister som kallade sig "Kommando Carl Bildt" en fastighet på Lövholmsbrinken 4 i Liljeholmen i södra Stockholm. Gruppen avhystes av polis på morgonen den 7 oktober 2009. Ockupanterna misstänktes bland annat för grovt olaga intrång, grov skadegörelse, olaga kraftavledning samt narkotikabrott.
Aspuddsbadet i Stockholm drevs länge av Aspuddens badhusförening, men stod länge tomt efter att Idrottsförvaltningen stängt badet 2009. Förvaltningen vill riva byggnaden för att ge plats åt en förskola. Aktionsgruppen "Rädda Aspuddsbadet" ockuperade emellertid Aspuddsbadet ett tag hösten 2009 med målet att riva upp politikernas rivningsbeslut. Ockupationen ledde till väldigt mycket rabalder och blev polisanmäld - vilket ledde till ännu mer rabalder.

### Göteborg
I början av 1970-talet ville kommunen stänga allaktivitetshuset Hagahuset, som låg i Dicksonska folkbiblioteket. Beslutet bottnade bland annat i att polisen menade att det såldes knark i fastigheten. Detta resulterade i en husockupation under hösten och vintern 1972 genomförd av besökare tillsammans med delar av personalen. Den 27 november stormade polisen Hagahuset och släpade ut ockupanterna. Stridigheter och demonstrationer avlöste varandra även in på nästa år tills man erbjöds nya lokaler. Dessa lokaler blev tillgängliga 1974 och innebar starten för allaktivitetshuset Sprängkullen. Se vidare, Hagahuset, Ockupationen 1972
I Göteborg ockuperade gruppen Husnallarna 1986 en fastighet på Mellangatan. Ockupationen pågick i nio veckor och slutade med ett offentligt möte om bostadspolitiken med kommunpolitikerna, förlagt till Göteborgs första ockupanthus Allégården. Därefter genomförde Husnallarna en ockupation av kvarteret Sabeln hörnet Haga Östergata 29 och Sprängkullsgatan 9 i samråd med kvarvarande hyresgäster, under perioden ockuperades även kvarteret Kruttornet i Haga, i syfte att skapa bostadsmöjligheter men även politiska och kulturella frirum. Under början av 1990-talet ockuperades ett par hus i stadsdelen Färjenäs på Hisingen. Ockupationen varade ett par år. Bland annat arrangerades där en festival. 
2008 genomfördes flera ockupationer av olika grupper. Bland annat ockuperades "Drakbåten", Floating Sea Palace Restaurant, av Drakpiraterna och det gamla stationshuset i Agnesberg ockuperades vid två tillfällen under våren och sommaren av Tågpiraterna. Den senare ockupationen var tidsbestämd och varade i tio dagar. Under ockupationen arrangerades flera aktiviteter, bland annat en stödspelning för Malmö26 och workshops på olika teman. Under hösten 2008 ockuperades ett flertal hus i bland annat Gamlestan., Kviberg och Lärje.

### Malmö
Söndagen den 13 maj 1990 ockuperades en fastighet som av ockupanterna fick namnet Borgen på Ringgatan 7 vid Värnhemstorget. I huset organiserade man två pubar och ett kafé samt hade olika fester och festivaler.
Fredagen den 16 november klockan 04.05 utrymde polisen byggnaden och dagen efter revs huset.
11 juli 2003 ockuperades under kortare tid en byggnad på Industrigatan av Arbetsgruppen Melonia. I november 2008 ockuperades ett av Banverket ägt hus som fick namnet Tåget. Efter att polisen stormade huset den 18 november revs huset.

### Umeå
Umeå har en lång historia av husockupationer och krav på autonoma mötesplatser. I september 1982 ockuperades den så kallade Gula Villan, en före detta vaktmästarbostad på Nygatan intill centralskolan, med krav på ett allaktivitetshus. Under ockupationen anordnades spelningar med lokala band och många andra aktiviteter. Man gav också ut tidningen Ockupant som beskrev aktionen i Gula Villan och idén med ett allaktivitetshus. Ockupationen pågick i 90 dagar trots att kommunen stängde av el och vatten, därefter fick ockupanterna ta över det så kallade Öbackahuset, ett äldre kontorshus på Östra Strandgatan, där stadens punkare huserade tills att kommunen tog tillbaka byggnaden 1984. I Västerbottens Folkblad den 6 juni 1984 gick att läsa:
Sedan ungdomarna fått löfte av kommunen om att få flytta in i kontorsbyggnaden och dessutom fått ett bidrag på 50 000 kronor till upprustningen de ville göra själva, lämnade de den ockuperade Gula Villan, som snabbt revs. Det blev dock inget av med upprustningen. Det berodde bland annat på att de i allaktivitetshusföreningen som visste hur sånt går till flyttade från stan.
År 1983 ockuperades ett trähus nedanför Hotell Uman på Vasagatan där bland andra Grupp 8 ställde krav på ett kvinnohus i staden. Några år senare öppnades också ett kvinnohus i stadsdelen Haga. När hyresgästerna sedan blev vräkta för att huset skulle rivas, ockuperades det på Nyårsafton 2003/2004, som en tjugofyra timmar lång manifestation för ett autonomt ungdomshus i Umeå. Den ockupationen förlängdes sedan och pågick under de tre kommande veckorna innan huset stängdes och revs för att bygga ett bostadsrättshus. På 2010-talet har kvinnohusockupationen 1983 i lokalmedia och i antologin Tusen systrar ställde krav: Minnen från 70-talets kvinnokamp, som kom ut 2010 på Migra Förlag, blandats ihop med allaktivitetshusockupationen av Gula Villan 1982 eftersom en del av ockupanterna deltog i båda ockupationerna.[källa behövs]
Våren 1990 ockuperades den rivningshotade biografen Odéon på Storgatan, med nytt krav på ett allaktivitetshus. Under ockupationen genomfördes ett antal konserter. Den sista spelningen gästades av Stockholmsbandet Shredder och Umeåbaserade Step Forward. När Step Forward, med Dennis Lyxzén som sedermera grundade Refused, klev upp på scen började publiken slå sönder inredningen.[källa behövs] Efter några veckor lämnades byggnaden, som sedan revs, och på dess plats står nu hotell Scandic Plaza Umeå.
Den 11 april 2008 ockuperade ett 30-tal personer Tullkammaren i centrala Umeå som länge hade stått tom, som en stödmanifestation för fristäder i Sverige och resten av världen. Huset hölls under en kväll bakom barrikader för att lämnas fredligt.
Den 5 maj 2008 ockuperades kvarteret Hammaren (Parkgatan / Sveagatan) med krav på att kommunen och näringslivet skulle öppna en dialog om ett autonomt kultur- och socialcenter. 200 personer deltog i ockupationen som lades upp som ett kulturarrangemang med sex artister, däribland AC4s debutkonsert, samt matförsäljning och lekar på gården utanför.
Under sommaren 2008 genomfördes en husockupation av en övergiven kommunal byggnad på stadsdelen Ön. Två fester arrangerades. Aktivistgruppen "Huset" låg bakom husockupationerna i Umeå. I augusti upprättades en dialoggrupp mellan aktivistgruppen och Umeå Kommun på politikernas initiativ. Fler husockupationer och utåtriktade aktiviteter har även genomförts under hösten.
Senaste ockupationen i Umeå skedde sommaren 2014 av Lokstallarna på Haga. Ockupationen resulterade i att föreningen Umeå kulturhus fick hyra lokalerna av det kommunala bostadsbolaget INAB. Ungefär ett år efter att kommunen sålt kulturhuset i slutet av 2015 lade föreningen ner verksamheten i lokalerna.

### Linköping
I Linköping skedde en husockupation den 18 mars 2000, då ungdomar som kallade sig "revolutionära socialister" ockuperade Gamla Westmanska BB som skulle rivas och byggas om till sex bostadsrätter. Ungdomarna demonstrerade och krävde att byggnaden skulle byggas om till ett självstyrande Ungdomens hus, om vilket de satt upp en banderoll på fasaden. En paroll löd "Utan hus blir det bus".
Slagsmål utbröt och ungdomarna använde metallkulor som sköts med slangbellor och kastade brinnande molotovcocktails. Polisen påstås ha sprutat tårgas.[källa behövs] Polisen misstänkte autonoma från södra Sverige. Händelsen blev uppmärksammad i media, och utlöste en debatt om såväl polisens agerande som ungdomarnas. Polisen stormade huset, för att senare utrymma det. Flera av ungdomarna begärdes senare häktade.

### Lund

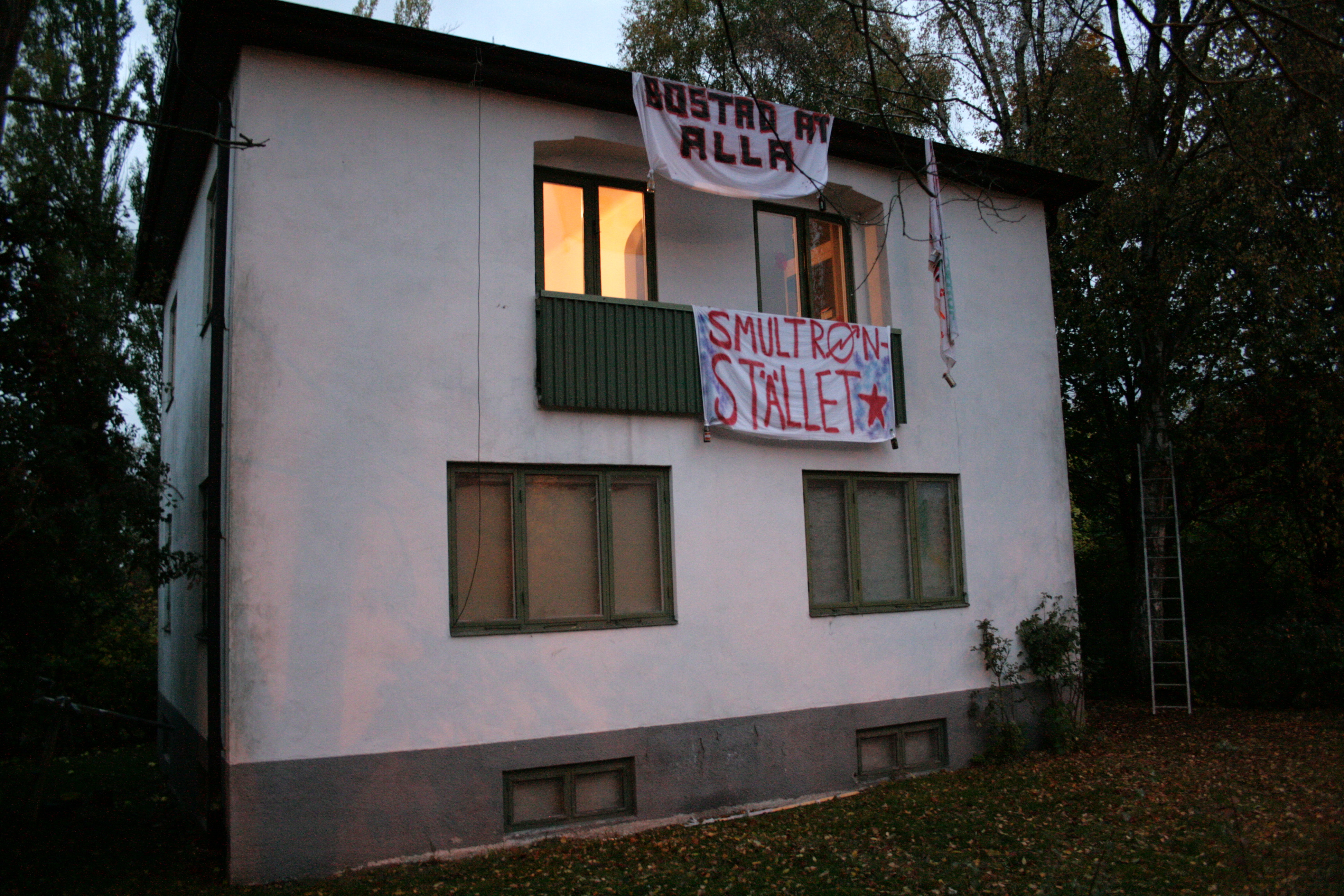
Smultronstället

Kulturmejeriet i Lund är stadens viktigaste konsertarena[källa behövs], och har sin bakgrund i 69-rörelsens husockupationer.
Sveriges första husockupation var den på Västra Mårtensgatan 5 i Lund 1969, vilken följdes av ytterligare två aktioner samma år, på Kiliansgatan 7 och Råbyvägen 2. Smultronstället var namnet på det en gång ockuperade huset på Kävlingevägen 51 i Lund.
Huset ockuperades ånyo den 11 oktober 2008 av ett tjugotal personer. Syftet med ockupationen var dels att genom så kallad "direkt aktion" skaffa bostäder, dels att upprätta ett icke-kommersiellt aktivitetshus, samt att utgöra en politisk protest mot bostadsbristen i Lund. Under ockupationen saknade huset värme och vatten. Man hade av säkerhetsskäl spikat för fönster och barrikaderat ytterdörren. Man planerade inte att lämna huset frivilligt, men gick samtidigt ut med att man inte skulle bruka våld som försvar. I huset rådde förbud mot alkohol, droger, våld och sexism. Dagen efter att ockupationen inletts sände Sydnytt på kvällen ett reportage om ockupationen. Kort därefter anlände polis till platsen och visiterade några personer, men begav sig snart därifrån. Ockupanterna misstänktes för olaga intrång men polisen beslutade att inte ingripa. Istället för att låta polisen utrymma huset, sa politikerna att de ville hålla en dialog. Den 4 november ingrep polisen. Sex personer greps för grovt olaga intrång. Senare samma dag var huset rivet. Ockupationen hade då varat i tre veckor, vilket är den längsta i sitt slag i Lund. Strax efter att Smultronstället revs ockuperades två nya hus, ett på Bankgatan i centrum och ett på Klosterängsvägen, under parollen "River dom 1 så tar vi 2".
Lördagen den 16 maj 2009 anordnades en tvådagars "Ockupationsfestival" av bland annat Smålands nation i Lund. Några hundra aktivister samlades på Stortorget för att avgå i ett demonstrationståg och försöka ockupera tre byggnader. Första dagen misslyckades aktivisterna på grund av polisens insatser, men på söndagen tog aktivisterna sig in i två byggnader vid Sankt Lars. Polisen utrymde emellertid båda byggnaderna under eftermiddagen. Festivalen fick stort genomslag i framförallt lokalpressen. Samtliga av de lokaler som ockuperades skulle dock byggas om och användas till bland annat bostäder.

### Uppsala
Lördagen den 17 april 2010 ockuperades den gamla Barn- och ungdomspsykiatriska lokalen i Ulleråkersområdet. Ockupationsgruppen kallade sig Kvarteret Kajan, och sade sig inte ha en klar vision om vad fastigheten skulle användas till. Landstinget sade nej till att låta gruppen stanna och sade även att "De här lokalerna ska inte nyttjas för något tills de rivs" Måndag den 19 april höll landstinget och Polisen ett möte om fastighetens framtid samt vad som skulle göras med ockupanterna. Dagen efter hölls ett möte mellan Landsting och ockupanter, man kom dock inte fram till någon lösning. Torsdag den 29 april beslutade sig Kajorna för att ge sig av frivilligt, och Landstinget beslutade att inte kräva skadestånd av ockupanterna eftersom "lokalerna ska rivas"  På onsdagen höll Kajorna en Avskedsfest, och lämnade sedan lokalen på torsdagen. Landstingets främsta skäl för att ockupanterna skulle lämna fastigheterna, att lokalen var mögelskadad, visade sig även vara till viss del falskt, då Kvarteret Kajan hyrt in en extern firma som undersökte huset och rapporterade att bara flyglarna var skadade, och att huvuddelen kunde användas. Kvarteret Kajan skrev sedan i ett öppet brev till landstinget att de skulle "fortsätta driva kampen för hyresrätter och fria ytor där alla är välkomna." och att de ville fortsätta föra en dialog med Landstinget.